# Pljukanci
Pljukanci – tradycyjna chorwacka odmiana makaronu wykonywanego ręcznie, pochodząca z Istrii i będąca wynikiem fuzji lokalnych tradycji istryjskich i kuchni śródziemnomorskiej.
Makaron powstaje w drodze wałkowania ciasta w dłoniach: poszczególne kluski są długie, cienkie na brzegach, a w środku trochę grubsze i pulchniejsze. Składnikami ciasta są mąka, sól, gorąca woda i niewielka ilość oleju.
Pljukanci serwowane są z różnymi sosami mięsnymi (np. z kurczaka, królika lub wołowiny) lub owocami morza, w tym krewetkami. Jednym z dań na bazie tego makaronu są kraljevski pljukanci z dodatkiem oliwy oraz istryjskich trufli smażonymi na maśle. Podaje się je posypane tartym serem owczym i parmezanem.